# Porcellio cavernicolus
Porcellio cavernicolus är en kräftdjursart som beskrevs av Albert Vandel 1945. Porcellio cavernicolus ingår i släktet Porcellio och familjen Porcellionidae. Inga underarter finns listade i Catalogue of Life.